# La Poste du docteur Dolittle
La Poste du docteur Dolittle (Doctor Dolittle's Post Office en version originale), paru en 1923, est le troisième roman des aventures du Docteur Dolittle créé par Hugh Lofting, vétérinaire qui sait parler aux animaux.

## Résumé
Située sur la côte ouest de l'Afrique, l'intrigue suit le format épisodique de la plupart des autres livres de la série. Au début du livre, le docteur Dolittle aide à capturer le navire d'un marchand d'esclaves.
Puis, il organise le service postal d'un petit royaume africain imaginaire donnant sur le golfe du Bénin, le Haut-Royaume de Fantippo, dirigé par le roi Koko. Il s'installant dans sa capitale Fantippo, à l'embouchure de la Petite Fantippo, alors petit port ne recevant quasiment jamais de visite. Sur demande du souverain, il instaure un service postal. Il mobilise alors maints animaux, tels que des oiseaux migrateurs pour transporter le courrier des gens d'un continent à l'autre, anticipant efficacement l'invention du courrier aérien au XXe siècle (il vit au XIXe siècle). Les timbres y ont tant de succès que les habitants, les Fantippans (aussi appelés Fantippos), les collectionnent.
Une découverte sera utile pour son travail : No-Man's-Land, une île aux côtes escarpées dont les habitants n'osent pas approcher à cause de dragons redoutables qui l'habiteraient. Une légende affirme qu'un roi Fantippan, Kakaboochi, y exila sa belle-mère pour ne plus avoir à supporter son bavardage. De la nourriture lui était apporté hebdomadairement jusqu'à ce que les livreurs rencontrent un dragon : un magicien du royaume prétendit que c'était elle qui s'était transformée. En réalité, cette île est un paradis pour animaux herbivores qui y vivent en paix protégés des humains, irrigué de nombreuses rivières et tapissé de forêts et de prairies. Il est peuplé d'hippopotames, de rhinocéros, d'éléphants, de girafes, de singes, de daims et d'oiseaux. On y trouve même des piffilosaures, créatures préhistoriques cornues aux courtes pattes et au long cou, rappelant un croisement entre une girafe et un crocodile, qui ne semblent plus vivre ailleurs dans le monde, à l'origine de la légende du dragon. Quant à la belle-mère, les animaux ne pouvaient pas plus la supporter et la marièrent à un roi sourd du sud du Congo. Le docteur employa par la suite les animaux de l'île dans son système postal.
En parrallèle, il importe dans le pays la fête de Noël. Puis, le docteur et ses amis inventent des alphabets animaux. Aussi, ils se rendent sur les rochers de l'Harmattan, île fictive regorgeant d'huîtres perlières, qui bordent un royaume voisin de celui du Dahomey. Peu après, il est jeté dans une autre prison africaine. Enfin, il bat au moins deux armées. Chacun des animaux de la famille Dolittle raconte également une histoire personnelle. Le programme postal devient un service postal et d'édition mondial au profit des animaux du monde entier.
Le dernier segment du livre est le voyage du Docteur pour rencontrer Mudface la Tortue, la plus ancienne créature vivante sur Terre, qui a survécu au Grand Déluge. Le récit détaillé du Grand Déluge est présenté dans un volume ultérieur de la série, Doctor Dolittle and the Secret Lake, publié à titre posthume en 1948.

## Personnages
Voir aussi : Liste des personnages de Docteur Dolittle (en)

### Humains
- Docteur John Dolittle : vétérinaire qui peut parler aux animaux, ce qui lu permet d'organiser un service postal au Fantippo.
- Koko : roi de Fantippo, amateur de sucreries (comme les autres Fantippans) et de golf. Très vaniteux, il fait émettre beaucoup de timbres à son effigie.

### Animaux
- Speedy : hirondelle, championne de vitesse et d'accorbatie aérienne, surnommée Speedy-the-Skimmer.
- Cheapside : moineau cockney de l’est de Londres. Il visite souvent le médecin, pour bavarder ou apporter des nouvelles importantes. Il est connu pour utiliser un langage grossier.
- Gub-Gub : cochon de compagnie du Docteur Dolittle, qui est très gourmand.
- Dab-Dab : c'est le canard de compagnie du Docteur Dolittle.
- Too-Too : hibou apprivoisé du docteur.
- Jip : c'est le chien du Docteur Dolittle, qui possède un odorat très développé.
- Le Pushmi-Pullyu (traduit en français par « poussemoi-tiretoi ») : hybride de la famille des cervidés doté de deux têtes, une sur chaque extrémité de son corps.